# Philip Glass
Philip Glass (Baltimore, Maryland, 1937. január 31. –) BAFTA- és Golden Globe-díjas amerikai zeneszerző, zongoraművész.

## Élete
A Baltimore-ban litván zsidó bevándorlók unokájaként született Philip Glass édesapja rádiójavító- és lemezboltjában ismerkedett meg a zenével, miután a kevésbé fogyó lemezeket apja hazavitte. Testvéreivel együtt így találkozott először Beethoven kvartettjeivel, Schubert szonátáival és Sosztakovics szimfóniáival, valamint Bartók műveivel. Zenei tanulmányait 6 évesen kezdte, 8 éves korában már furulyázott. A gimnázium második évében értesült arról, hogy a Chicagói Egyetem elfogadta a jelentkezését, ezért két év múlva, szülei támogatásával a tóparti városba költözött. Pincérként, reptéri géprakodóként tartotta fent magát egyetemi évei alatt. Matematikából és filozófiából diplomázott, szabadidejében pedig zongorázott, és olyan szerzők műveit tanulmányozta, mint Charles Edward Ives és Anton Webern. Közben 1954-ben tett egy utazást Párizsba, ami nagy hatással volt rá. A diploma után New Yorkba költözött, és a híres Julliard zeneiskolában képezte tovább magát. Ezen időszak alatt felhagyott a 12 hangjegyes technikával, és olyan szerzők zenéivel foglalkozott, mint Aaron Copland és William Schuman.
A zeneszerzés általános szabályait elvető, mindenképpen kitörni vágyó Glass ezután a független zeneszerzők irányába fordult. Harry Partch, Charles Ives, Moondog, Henry Cowell és Virgil Thomson jelentették a követendő példát. 1960-ban Párizsba költözött, és Nadia Boulanger segítségével fejlesztette tovább tudását. Európában az ismert indiai zeneszerző, Ravi Shankar hatására elkezdett érdeklődni a népzenék irányában. Indiában, Nepálban, valamint Észak-Amerikában kutatott ősi zenei motívumok után, melyet New Yorkba való visszatérése után igyekezett saját munkáiba beépíteni. 1972-ben tibeti emigránsokkal is találkozott, többek közt a 14. Dalai lámával. 1974-re már számos önálló művel rendelkezett, melyeket a saját magáról elnevezett kis formációval adott elő. Zenét szerzett a Mabou Mines Theater Company számára, ahol társalapítóként is közreműködött.
A tizennégy évig szerzetesként élő Godfrey Reggio mára már kultstátuszt elérő filmje, a Koyaanisqatsi az egyik első filmzenéje volt. A film narráció és beszéd nélkül, kizárólag a kép és zene harmóniáján keresztül mutatta be a fejlett társadalmi lét, és a természet mára már egyre nehezebben áthidalható szakadékát. A filmet később még két folytatás követte (Powaqqatsi, Naqoyqatsi). Hollywood is felfigyelt a tehetségre, és olyan rendezőkkel dolgozott együtt, mint John Irwin, Bernard Rose, Martin Scorsese, Peter Weir és Atom Egoyan. Filmzenéi főleg elektronikus alapokra épülnek és minimalisták. Glassnak sok képzőművész, író, zenész és rendező a barátja, közöttük Richard Serra, Chuck Close, Doris Lessing, Allen Ginsberg, Robert Wilson, John Moran, Bill Treacher, Godfrey Reggio, Ravi Shankar, David Bowie, Dennis Russell Davies, Aphex Twin; mindannyiukkal dolgozott is együtt.
Elkötelezett támogatója a Nemzetközi Mozgalom Tibet Függetlenségéért (International Tibet Independence Movement) nevű szervezetnek. Egyik alapítója volt 1987-ben a Tibet Háznak Robert Thurman-nel, a Columbia Egyetem professzorával és Richard Gere színésszel együtt. JoAnne Akalaitis színházi rendezővel kötött házasságából (1965-1980) két gyermeke született, Zachary (1969) és Juliet (1971). Glass New Yorkban és Új-Skóciában (Kanada) él.

## Zenéje
Zenéjét gyakran minimalistaként határozzák meg, bár ő maga a színházi zene (theater music) megnevezést részesíti előnyben. A XX. század végének egyik legnagyobb hatású zeneszerzőjének tekintik és széles körben olyan zeneszerzőnek tekintik, aki közel vitte a művészi zenét a közönséghez a szélesebb piac által korábban nem ismert hozzáférhetőséget teremtve ezzel.

## Munkássága
Glass rendkívül termékeny zeneszerző: zenekari műveket, operákat, szimfóniákat, versenyműveket, filmzenéket és szólódarabokat írt. A leghíresebb művei a következők:
- Strung out (1967)
- Gradus (1968)
- Music in the Shape of a Square (1968)
- 1+1 (1968)
- Two Pages (1969)
- Red Horse Animation (1970)
- Music for Voices (1970)
- Music in Twelve Parts (1971-74)
- Another Look at Harmony (1975-77)
- Einstein on the Beach (1975)
- Fourth Series (1977–79)
- Satyagraha (1978-79)
- Madrigal Opera (1980)
- Akhnaten (1982-83)
- the CIVIL warS (1983) - Robert Wilsonnal közösen
- Mishima: A Life in Four Chapters (1984-85)
- Three Songs for chorus (1984)
- The Juniper Tree (1984)
- The Fall of the House of Usher (1984)
- The Making Of The Representative For Planet 8 (1985-86)
- Violin Concerto No. 1 (1987)
- The Voyage (1990)
- Orphée (1991)
- Low (1992)
- Symphony No.2 (1992)
- Concerto Grosso (1992)
- La Belle et la Bête (1994)
- Symphony No.3 (1995)
- Monsters of Grace (1998)
- Symphony No.5 (1999)
- Tirol Concerto for Piano and Orchestra (2000)
- Concerto Fantasy for Two Timpanists and Orchestra (2000)
- Concerto for Cello and Orchestra (2001)
- Concerto for Harpsichord and Orchestra (2002)
- Symphony No.7 (2004)
- Piano Concerto No. 2: After Lewis and Clark (2004)
- Waiting for the Barbarians (2005)
- The Passion of Ramakrishna (2006)
- Euripidész: Bakkháns nők (2009)
- Violin Concerto No. 2 (2010)
- Symphony No.9 (2010–2011)
- The Perfect American (2011)
- Cello Concerto No.2 (2012)

## Filmek
- Music With Roots in the Aether: Opera for Television. 2. rész: Philip Glass. Producer és rendező: Robert Ashley. New York, New York: Lovely Music (1976)
- Koyaanisqatsi - Kizökkent világ (1983)
- Philip Glass. A Four American Composers sorozatból. Rendező: Peter Greenaway (1983)
- A Composer's Notes: Philip Glass and the Making of an Opera. Rendező: Michael Blackwood. Michael Blackwood Productions. A Michael Blackwood Productions, a Westdeutscher Rundfunk, a Channel Four Television, a Nederlandse Omroep Stichting és a Sveriges Television TV I koprodukciója (1995)
- Einstein on the Beach: The Changing Image of Opera. Rendező: Mark Obenhaus (1986)
- Powaqqatsi - Változó világ (1988)
- A titkosügynök (1996) - rendező: Christopher Hampton
- Kundun (1997) - rendező: Martin Scorsese
- Truman show (1998)
- Naqoyqatsi - Erőszakos világ (2002)
- Az órák (2002), BAFTA-díj (2003) - Legjobb filmzene
- A mágus (2006) - rendező: Neil Burger
- Kasszandra álma (2007) - rendező: Woody Allen
- Les Regrets (2009)
- Transcendent man (2009)
- Mr Nice (2010)
- Történetek a Hurokból (2020)

## Fordítás
- Ez a szócikk részben vagy egészben a Philip Glass című angol Wikipédia-szócikk ezen változatának fordításán alapul.  Az eredeti cikk szerkesztőit annak laptörténete sorolja fel. Ez a jelzés csupán a megfogalmazás eredetét és a szerzői jogokat jelzi, nem szolgál a cikkben szereplő információk forrásmegjelöléseként.